# Azusa
Azusa je město v okrese Los Angeles ve státě Kalifornie ve Spojených státech amerických.
K roku 2010 zde žilo 46 361 obyvatel. S celkovou rozlohou 25,042 km² byla hustota zalidnění 1900 obyvatel na km².